# Paris Theatre

Внутреннее помещение студии Paris Theatre

Paris Theatre (также известный как Paris Studios) — бывший кинотеатр, расположенный на Риджент-стрит в центре Лондона, впоследствии переоборудованный в студию компании Би-би-си для трансляции радиопередач перед живой аудиторией. В течение нескольких десятилетий эта студия использовалась Би-би-си в качестве основного места проведения комедийных программ, а также трансляция для радио BBC Radio 2 и 4.
Зал был рассчитан менее чем на 400 зрителей — его сцена располагалась примерно в двенадцати дюймах от пола, что придавало происходящему интимности, полезной для радиокомедий с живой аудиторией. Среди шоу, записанных в этой студии, фигурируют телевикторины, такие как I’m Sorry I Haven’t a Clue, комедийные постановки — Hi Gang!, Dad’s Army, The Goon Show, Don’t Stop Now - It’s Fundation и научно-познавательные передачи, наподобие The Hitchhiker’s Guide to the Galaxy.
Помимо комедийных шоу, на студии записывали выступления различных музыкальных исполнителей. Так, в разные годы в Paris Theatre выступали: T. Rex, AC/DC, Badfinger, The Beatles, Дэвид Боуи, Леонард Коэн, Шейкин Стивенс, Family, Streetwalkers, Джефф Бек, Deep Purple, Slade, Hawkwind, Status Quo, Sad Café, Dr.Feelgood, Mahavishnu Orchestra, Fleetwood Mac, Genesis, Led Zeppelin, Джеймс Тейлор, Джони Митчелл, Queen, Pink Floyd, Nazareth, Barclay James Harvest, Род Стюарт, Simple Minds, The Screaming Blue Messiahs, The Pretenders и The Wailers. Некоторые из этих выступлений были записаны перед живой студийной аудиторией в рамках серий In Concert и Sounds Of The Seventies, и некоторые из этих выступлений впоследствии были выпущены на плёнке в виде самостоятельных релизов, к примеру BBC Sessions группы Led Zeppelin. Также, в конце 1960-х — начале 1970-х в этом здании располагался Radio 1 Club радио Би-би-си.
Студию закрыли в 1995 году, после официального переезда BBC Radio Theatre в здание Broadcasting House. Закрытие было ознаменовано юбилейным концертом и трансляцией последней серии шоу The Skivers.